# De Huismeesters
De Huismeesters is een woningcorporatie in de Nederlandse stad Groningen.
De organisatie, die door de rijksoverheid als woningcorporatie is erkend, heeft vooral woningen in de wijken Beijum, de Binnenstad, Corpus den Hoorn/Hoornse Meer, De Hoogte, de Indische buurt, Selwerd en De Wijert, maar is ook in verschillende andere delen van de stad en in Haren actief. De Huismeesters beheert een zestal zorgcomplexen voor ouderen.
De Huismeesters is een stichting, waarop toezicht wordt gehouden door een Raad van Commissarissen. De belangen van de huurders van De Huismeesters worden vertegenwoordigd door de in 1996 met steun van de Woonbond opgerichte Huurdersraad. Hierin participeren veertien zogenaamde Huurdercontactgroepen, die op wijkniveau eveneens die belangen behartigen.
In 2010 verhuurde de stichting 6869 wooneenheden. Het jaarresultaat bedroeg 30,8 miljoen euro.
Directeur-bestuurder is Sije Holwerda. In 2015 volgde hij Peter Hillenga op.